# Роджер Джеймс Гнатюк
Роджер Джеймс Гнатюк (нар.1946) — канадійсько-австралійський ботанік, фахівець із біогеографії та екології рослин.

## Біографія
Гнатюк навчався в Університеті Альберти. Ступінь PhD з біогеографії здобув у Австралійському національному університеті. Після навчання він займався екологією рослин у Західній Австралії. Гнатюк був заступником директора англ. Australian Biological Resources Study, де очолював відділення «Флора Австралії» та «Програму австралійської біогеографічної інформаційної системи» (англ. Australian Biogeographic Information System Program). За цей час він створив Census of Australian Vascular Plants.
З 1989 по 1992 він був директором Австралійського національного ботанічного саду. Далі працював науковим співробітником у Бюро сільськогосподарських наук Австралії, його дослідження охоплювали лісове господарство та стале використання природних ресурсів.
Роджер Гнатюк є великим ентузіастом бонсай, він ініціював щорічну виставку австралійських місцевих рослин, вирощених як бонсай, у Австралійському національному ботанічному саду.
З 2006 року Гнатюк займає посаду голови Комітету Бонсай Австралії (англ. Bonsai Management Committee of the new National Bonsai and Penjing Collection of Australia, який спонсорується урядом Австралійської столичної території, Канберра.